# نادي نيوم للسيدات
نادي نيوم للسيدات (المعروف اختصارًا بـ سيدات نيوم) هو نادي كرة قدم سعودي نسائي محترف، يقع في مدينة تبوك. وهو القسم النسائي لنادي نيوم. يلعب حاليًا في الدوري السعودي الممتاز للسيدات، وهو الدرجة الثانية لكرة القدم في السعودية.

## التاريخ

### الليث الأبيض (2019- 2023)
تأسس في عام 2019 تحت اسم نادي الليث الأبيض، كفريق كرة قدم نسائي في جدة، وشارك في الدوري النسائي الأول في جدة 2019 ونافس في دوري المجتمع لكرة القدم النسائي في العام التالي.
في عام 2022، انضم النادي إلى الدوري السعودي الممتاز للسيدات، وهو الدرجة الثانية لكرة القدم في السعودية، الذي ينظمه الاتحاد السعودي لكرة القدم. تم وضع الفريق في المجموعة الثانية، وانتهى في المركز الثاني، مؤهلاً إلى مرحلة التصفيات. حيث فازوا على فريق سهم 2–0 ليتأهلوا إلى ربع النهائي، حيث تم إقصاؤهم بعد خسارة 5–0 أمام فخر جدة.

### الصقور ونيوم (2023- حاليا)
في منتصف عام 2023، تم إعادة تسمية الفريق إلى "الصقور الغربية". استحوذ عليه نادي الصقور في سبتمبر 2023. وبعد التنافس في دوري الدرجة الأولى تحت اسمهم الجديد، تم وضع الفريق في المجموعة الغربية، حيث انتهوا في المركز الثاني، مؤهلين إلى المراحل النهائية وضمان تجنب الهبوط.
شارك النادي في كأس الاتحاد السعودي للسيدات الأول، حيث تم سحبهم ضد فريق الهلال في دور الـ16. وتم هزيمتهم 4–0، ليغادروا البطولة في مراحلها المبكرة.
في 24 ديسمبر 2023، تم تغيير اسم النادي إلى "نادي نيوم الرياضي" بعد إعادة تسمية الكيان. تم سحبهم إلى المجموعة C من المرحلة النهائية، حيث تعرضوا لهزيمة ثقيلة أمام الأمل وتعادلوا مع جدة، مما أدى إلى فشلهم في التأهل.

## الفريق

### التشكيلة الحالية
آخر تحديث 26 سبتمبر 2024. 
ملاحظة: تشير الأعلام إلى المنتخب بحسب قواعد الأهلية المعتمدة من قبل الفيفا؛ تنطبق بعض الاستثناءات المحدودة. وقد يحمل اللاعبون أكثر من جنسية لا تعترف بها الفيفا.
| الرقم | البلد    | المركز | اللاعب            |
| ----- | -------- | ------ | ----------------- |
| 33    | السعودية | حارس   | هيفاء فهد         |
| 89    | السعودية | حارس   | وصايف العسيمي     |
| 1     | السعودية | حارس   | زارا السيف        |
| 42    | السعودية | مدافع  | نجود المولد       |
| 4     | تونس     | مدافع  | شيماء العباسي     |
| 5     | السعودية | مدافع  | أم كلثوم العيدروس |
| 55    | السعودية | مدافع  | أثير الجوير       |
| 2     | السعودية | مدافع  | دينا جوهري        |
| 30    | السعودية | مدافع  | سارة الفغم        |
| 3     | السعودية | مدافع  | نهلة عبدالجبار    |
| 77    | السعودية | وسط    | روان حازازي       |

| الرقم | البلد    | المركز | اللاعب        |
| ----- | -------- | ------ | ------------- |
| 18    | السعودية | وسط    | مرام الطويرقي |
| 6     | السعودية | وسط    | عزة جودة      |
| 14    | السعودية | وسط    | ريما الثقفي   |
| 15    | السعودية | وسط    | سحر محمد      |
| 11    | كولومبيا | وسط    | ليانا سالازار |
| 7     | كولومبيا | وسط    | ديانا سيليس   |
| 23    | السعودية | وسط    | مها الشريف    |
| 10    | البرازيل | وسط    | بريسيلا هيلين |
| 9     | الأردن   | مهاجم  | ميساء جبارة   |
| 99    | السعودية | مهاجم  | أمل العمري    |

### الجهاز الفني للنادي
| المنصب           | الاسم                                                                            |
| ---------------- | -------------------------------------------------------------------------------- |
| مدرب رئيسي       | تونس لسعد حنيني                                                                  |
| مدرب حراس المرمى | نيجيريا عبدالصمد عثمان                                                           |
| مساعدو المدرب    | السعودية والي حكمي · الأردن آلاء أبو قشة · السعودية آمنة الدربي · تونس حسام حافظ |

## روابط خارجية
- نادي نيوم الرياضي على موقع الاتحاد السعودي لكرة القدم
- نادي نيوم للسيدات على إنستغرام
- نادي نيوم الرياضي على موقع Scorebar